# Liber (cerveja)
Liber foi uma marca de cerveja brasileira. Foi lançada em 2004 e anunciada pela Brahma como a primeira cerveja 0,0% de álcool da América Latina. Outras versões alegadamente 'sem álcool' lançadas anteriormente, como a Kronenbier, continham, na verdade, uma pequena quantidade da substância, inferior ao exigido para que fossem rotuladas como tal.